# Sebastian Schambogen
Sebastián Schambogen OFM (? – 1718), byl františkán německého jazyka působící v českých zemích.

## Život
Pocházel z Kladska. Působil jako lektor teologie na řádových studiích v Praze a opakovaně v letech 1684–1714 na řídících pozicích české františkánské provincie (definitor, provinční sekretář, kustod provincie), měl čestný titul „otec provincie“.  V roce 1686 z pověření generálního ministra nebo komisaře františkánů vizitoval jakožto řeholník zkušený ve vedení velkopolskou řádovou provincii a 1692 tyrolskou provincii.
Schambogen byl prokurátorem posléze neúspěšného procesu blahořečení Pražských františkánských mučedníků, který vedli čeští františkáni v 70. letech a obnoveně pak v 90. letech 17. století. Ve své bohaté, tiskem vydané literární tvorbě v latině a němčině se zaměřil na podporu spirituality a duchovního života skrze duchovní cvičení (exercicie) a podporu křesťanské morálky (hřích, smrt, odpuštění, svátosti). Zemřel 22. listopadu 1718 v Praze.

## Dílo
Seznam děl v Souborném katalogu ČR, jejichž autorem nebo tématem je Sebastian Schambogen
Sebastian Schambogen byl autorem většího množství titulů především asketické literatury pro podporu spirituálního života. Psal v němčině, následně byly některé jeho tituly přeloženy a vydány také v latině. Pro opakovaná vydání týchž děl během několika let lze předpokládat jejich solidní prodejnost a tím i oblíbenost. Většinu schambogenových knih vytiskla pražská arcibiskupská tiskárna za faktora Wolfganga Wickharta, s nímž byl autorem nebo františkáni obecně jistě v bližším vztahu. Svou tvorbu započal duchovními příručkami pro klarisky:
- Spirituale viaticum seu devotae meditationes ... – německy 1693(?), 1695(?), latinsky 1695.[5]
- Robur spiritus sive Soliloquium contemplativum solitariae animae reclusae.... 1695. Kapesní (dvanácterkový) portrét znojemské klarisky Marie Patientie od Ducha sv. (civilně Herula, hraběnka Carreto de Millesimo původem ze Savojska).[6]
- Glaubens Schrifft-Wechslung – polemický spis vytištěný v letech 1701 a 1705.[7]
- Grund Stein der Christlichen Sitten, das ist: Die fürnembste dieser Zeiten zwischen denen Catholischen und Uncatholischen schwebende[n] Glaubens-Strittigkeiten... - drobný (dvanácterkový) polemický spisek vydaný v Praze v letech 1703, 1704 a snad též 1726. [8] Údajně byla též následně či současně roku 1703 vydána i latinská verze: Lapis fundamenalis fidei Catholicae.[9]
- Übungen Der innerlichen Tugenden... 1707.[10] Historické knihovní katalogy františkánů[11] uvádí také Exercitium internarum virtutum, není ale jisté, zda jde o překlad knihovníka nebo samostatné, do latiny přeložené vydání.[12]
- Wund und Artzney der Seelen, das ist: Abscheuligkeit und Schwäre der Sünd: Nothwendigkeit und Nutzbarkeit der Heil. Beicht und Communion...1708.[13]
- Betrachtungen uber das Bittere Leiden und Sterben... Jesu Christi. 1709.[14] Historické knihovní katalogy uvádí také Meditationes de vita & passione Christi, aniž je zřejmé, zda jde o překlad knihovníka, samostatné latinské vydání tohoto titulu nebo jiné neznámé dílo.
- Andächtige Betrachtungen Uber Das Leben, die Lehre, und das Leyden Unsers Heylands Jesu Christi.... 1710.[15]
- Blumen und Früchte Deß Seraphischen Garten... . 1710. Drobný dvanácterkový svazek s portréty svatých, blahoslavených a ctihodných tří františkánských řádů.[16]
- Domine noverim me! noverim te! id est, Meditationes, sive, Exercitia spiritualia, quibus homo ad agnitionem suae nihileitatis, & Dei summae bonitatis, pervenire valeat ... 1713 – duchovní cvičení pro řeholníky, řeholnice a osoby v pastoraci.[17]
- Leit-Stern Zu Gottes und seiner selbst Erkäntnuß den Ehristen anleitend Das ist: Christliche Handleitung... , variantně  Leytstern/ das ist: Christliche Handleystung zu denen Geistlichen Ubungen... ". 1714, 1715, 1716 a 1765(?).[18]
- Kurtzer Begriff oder gefallige... Vollkommenheit. 1716.[19]
- Snad v souvislosti se zmíněným beatifikačním procesem Pražských františkánských mučedníků Schambogen napsal v rukopise dochované dílo Historia de crudeli martyrio XIV. fratrum ord. min. s. Francisci strict. observ.[20]